# Opéra national de Lyon
L'Opéra National de Lyon è un ente lirico che ha il compito di promuovere l'opera lirica e il balletto a Lione e nella regione Rhône-Alpes. La sede principale dell'ente è l'Opéra Nouvel.
Tra i principali centri operistici della Francia, all'Opera de Lyon hanno avuto luogo diverse prime esecuzioni di opere, tra cui La Dame blanche di François-Adrien Boïeldieu nel 1831 ed Erwartung di Schönberg nel 1967. Altre prime nazionali sono state quelle di Die Meistersinger di Wagner (1896), Andrea Chénier di Giordano (1897) e Boris Godunov di Mussorgsky (1913).
L'attuale sovrintendente è, dal 2003, Serge Dorny.

## La sede: l'Opéra Nouvel

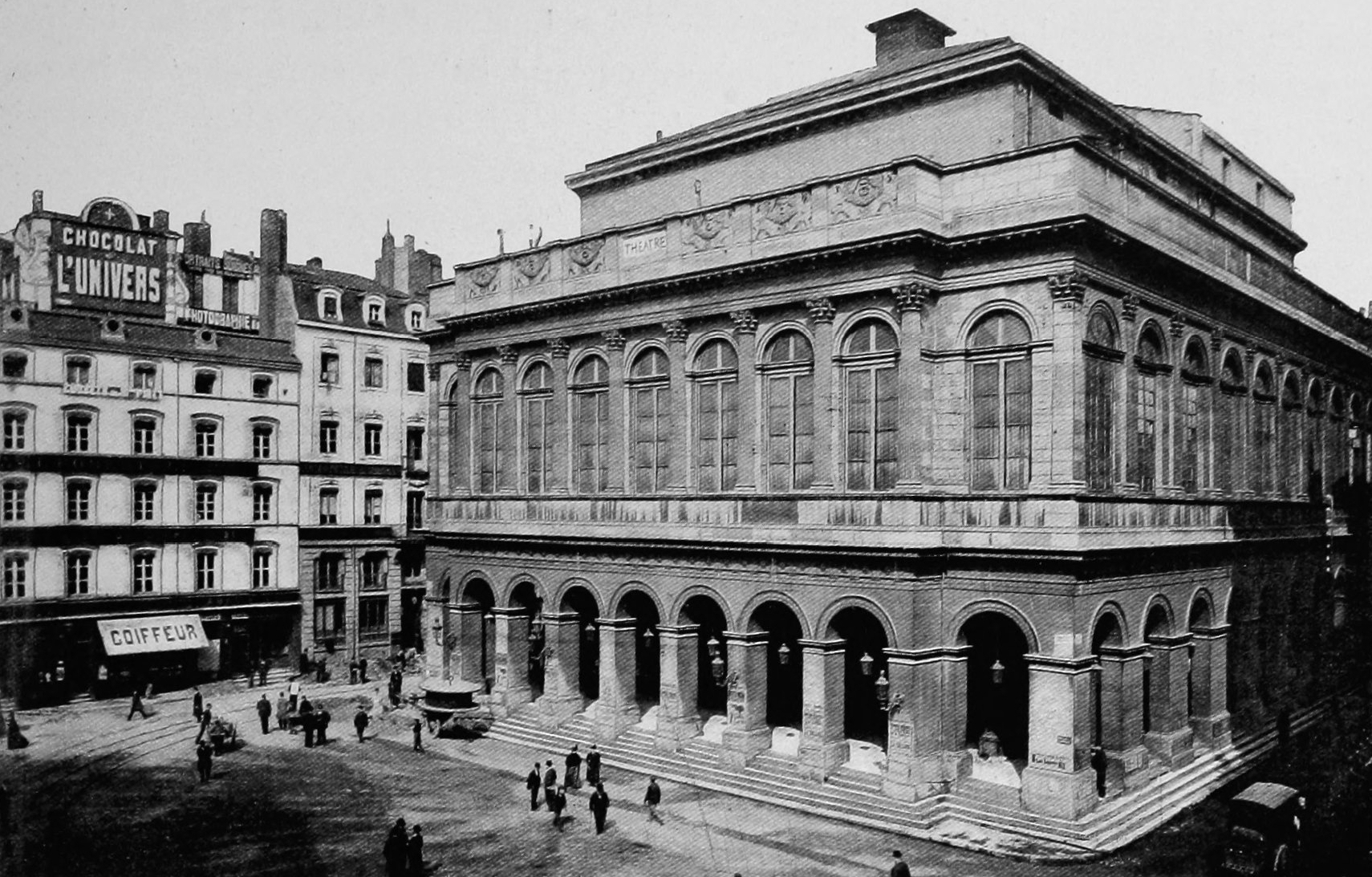
Il teatro all'inizio del Novecento

Inizialmente sul luogo dell'attuale teatro dell'opera sorgeva il teatro del quartiere Saint-Clair, costruito fra il 1753 e il 1756 dall'architetto Jacques-Germain Soufflot. Questo teatro, inaugurato nel 1756, fu distrutto da un incendio nel 1826.
Il teatro fu allora ricostruito in forme neoclassiche dagli architetti Antoine-Marie Chenavard e Jean-Marie Pollet nel 1831.
Nel 1986 fu organizzato un concorso per adeguare l'edificio alle norme edilizie nel frattempo entrate in vigore. Il concorso fu vinto da Jean Nouvel e il nuovo teatro dell'opera è stato inaugurato nel 1993: del vecchio edificio conserva solo i muri perimetrali ed il foyer. Otto delle statue sulla facciata rappresentanti le nove muse sono state mantenute: la nona, Urania, è stata rimossa per rispettare la simmetria.
Inoltre Nouvel ha scavato più in profondità sottoterra ed ha aggiunto una caratteristica volta a botte a vetrata. L'edificio conta diciotto piani, di cui cinque sotterranei e cinque nella volta. Le sale sono due: il teatro dell'opera con 1.100 posti e un anfiteatro di 200 posti.

## Componenti

### L'orchestra

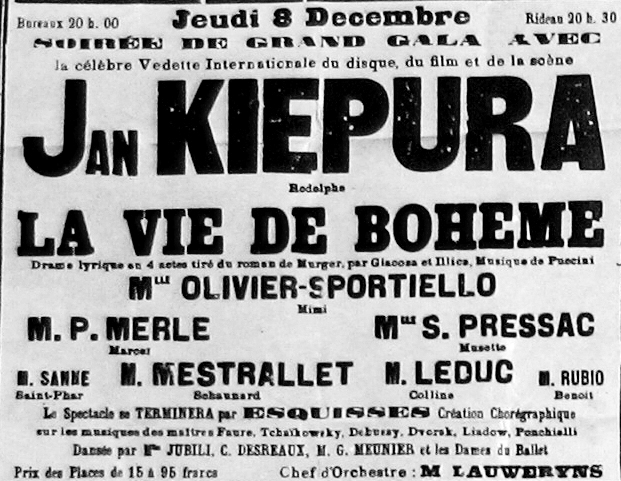
Locandina del 1932

L'orchestra dell'Opera di Lione è stata fondata nel 1983 per dedicarsi esclusivamente alla musica dell'opera e del balletto, mentre l'altra orchestra di Lione, l'Orchestre national de Lyon, è consacrata al repertorio sinfonico.

#### Direttori principali
- 1983-1988: John Eliot Gardiner
- 1988-1998: Kent Nagano
- 1998-2000: Louis Langrée
- 2000-2003: Iván Fischer
- 2008-2017: Kazushi Ono
- 2017-attuale: Daniele Rustioni

### Il coro
Il coro è diretto dal 1995 da Alan Woodbridge.

### Il corpo di ballo
Il Ballet de l'Opéra de Lyon è divenuto autonomo nel 1969 per decisione del direttore Louis Erlo.
In questi anni la compagnia ha messo in scena coreografie di Mats Ek, William Forsythe, Nacho Duato, Tero Saarinen, Lucinda Childs, Trisha Brown, Jiří Kylián, Maguy Marin, Anne Teresa De Keersmaeker, Russell Maliphant, Angelin Preljocaj, Benjamin Millepied.